# Parodia permutata
Parodia permutata ist eine Pflanzenart aus der Gattung Parodia in der Familie der Kakteengewächse (Cactaceae). Das Artepitheton permutata leitet sich von den lateinischen Worten per- für ‚sehr‘ sowie mutaus für ‚verändert‘ ab.

## Beschreibung
Parodia permutata wächst meist einzeln. Die grünen kugelförmigen Triebe erreichen Durchmesser von bis zu 5 Zentimeter. Der Triebscheitel ist eingesenkt. Die etwa 19 geraden Rippen sind in runde Höcker untergliedert. Die auf ihnen befindlichen kreisrunden weißen Areolen befinden sich in furchenartigen Vertiefungen. Die nadeligen Dornen sind hellbraun bis gelblich gefärbt. Der einzelne gerade bis verdrehte Mitteldorn weist eine Länge von 0,5 bis 35 Zentimeter auf. Die zehn bis zwölf geraden Randdornen sind 0,4 bis 1,8 Zentimeter lang.
Die schwefelgelben, nicht duftenden Blüten erreichen Längen von 4,5 bis 5,5 Zentimeter. Ihr Perikarpell und die Blütenröhre sind dicht mit weißer Wolle und braunen Borsten bedeckt. Die Narben sind dunkel rotbraun. Die Früchte sind bis zu 2 Zentimeter lang und weisen Durchmesser 1,2 Zentimeter auf. Die Früchte enthalten beutelförmige schwarze Samen von bis zu 1 Millimeter Länge.

## Verbreitung, Systematik und Gefährdung
Parodia permutata ist im brasilianischen Bundesstaat Rio Grande do Sul bei São Gabriel verbreitet.
Die Erstbeschreibung als Notocactus permutatus durch Friedrich Ritter wurde 1979 veröffentlicht. Andreas Hofacker stellte die Art 1998 in die Gattung Parodia. Ein weiteres nomenklatorisches Synonym  ist Ritterocactus permutatus (F.Ritter) Doweld (1999).
In der Roten Liste gefährdeter Arten der IUCN wird die Art als „Vulnerable (VU)“, d. h. als gefährdet geführt.

## Nachweise